# Vale de Porco
Vale de Porco is een plaats (freguesia) in de Portugese gemeente Mogadouro en telt 158 inwoners (2001).